# 维利·霍夫曼
维利·霍夫曼（德語：Willi Hofmann，1940年12月27日—），瑞士前男子雪车运动员。他曾代表瑞士参加1968年冬季奥林匹克运动会雪车比赛，获得男子四人铜牌。他在练习雪车前曾从事摔跤运动。